# Garoua
Garoua  este un oraș  în partea de nord a Camerunului, pe malul fluviului Benue. Este reședința provinciei de Nord. Port fluvial.

## Sport
Pe plan fotbalistic localitatea este reprezentată de echipa Cotonsport, care evoluează în primul eșalon.